# Восстание в Спас-Клепиках
Восста́ние 1918 года в Спас-Кле́пиках — самосуд многотысячной толпы над местным начальником народной милиции и тремя представителями Рязанской губернской чрезвычайной комиссии, совершённый 1 июля 1918 года в селе Спас-Клепики Спас-Клепиковской волости Рязанского уезда Рязанской губернии.

## Предыстория
В годы Гражданской войны по России создавались отряды Красной армии для борьбы с контрреволюцией: белогвардейцами, эсерами, интервентами, меньшевиками, спекулянтами и кулаками. 7 (20) декабря 1917 года в Петрограде Совнаркомом РСФСР была создана Всероссийская чрезвычайная комиссия по борьбе с контрреволюцией и саботажем при СНК РСФСР, которую Ленин назвал «орудием против заговоров и покушений на Власть».
В Рязанской губернии смена власти после Февральской революции 1917 года произошла 3 марта. Фактически власть перешла к представителям Советов к концу 1917 года. В апреле 1918 года был избран Рязанский городской совет и исполком. Рязанская губернская чрезвычайная комиссия (Рязгубчека) была создана в Рязани 26 апреля 1918 года. Тогда же вернулся в родные рязанские края 22-летний солдат Василий Кузьмич Корчагин, уже имевший военный опыт, человек «честный и мужественный». 27 апреля он был выдвинут на пост комиссара Рязанской губернской чрезвычайной комиссии.

## Канун и причины восстания
В определённый момент Рязанской губернской чрезвычайной комиссии стало известно, что в селе Спас-Клепики Спас-Клепиковской волости Рязанского уезда Рязанской губернии кулаки, купцы и представители духовенства готовят контрреволюционный мятеж, в связи с чем в субботу, 29 июня 1918 года, туда были командированы комиссар Василий Кузьмич Корчагин в сопровождении трёх красноармейцев отдельного батальона войск Рязгубчека: Рябинова Андрея Васильевича, Канышева (Конышева) Ивана Фроловича и ещё одного чекиста, имя которого неизвестно (в некоторых источниках встречается фамилия Иванов), для производства обысков с целью отобрания оружия "у лиц, не имевших на то установленных разрешений", а также золота и других ценностей у зажиточной части населения. В село накануне базарного дня из окрестных деревень съехалось очень много народа. К вечеру 29 июня стали распространяться слухи, что большевики приехали грабить купцов и всё население.
30 июня на базаре торговцы в 2 раза подняли цены на мануфактуру (ситец и т. п.), так как, по их словам, большевики накануне ночью отняли у них их золото, при производстве обысков забрали золотые вещи, отрубая пальцы вместе с кольцами, а на базаре реквизировали весь товар.

## Восстание
Недовольство толпы росло, но особенно ситуация накалилась после прибытия в 11 утра 1 июля 1918 года по узкоколейке на железнодорожную станцию Спас-Клепиков по́езда с мешочниками, рассказавшими людям, что не смогут продать им хлеб, так как он был отобран у них по пути продовольственными заградительными отрядами. Согласно слухам, чекисты пошли на железнодорожную станцию узкоколейки (станции не существует с 1999 года, когда сгорели вокзал и железнодорожный мост через реку Пра), чтобы также отобрать у мешочников оставшийся хлеб. Официально считается, что чекисты просто собирались возвращаться в Рязань, выполнив задание.
День после прошедшего дождя был солнечный. Толпа собралась у готового к отправлению в Рязань поезда, где сидели 3 чекиста и агент Рязанского судебно-следственного отдела Корчагин, а также некий очевидец Т. А. Щеглов (по некоторым данным, он был народным судьёй и в начале восстания призывал толпу "именем революционного закона разойтись и не трогать представителей Советской власти"), и смотрели в окно. Собравшиеся на станции (7-8 000 чел.) стали кричать, что надо проверить у солдат документы, так как под их видом, скорее всего, скрываются грабители. Слышалась брань в адрес чекистов. Около 10 человек выделились из толпы, подошли к открытому окну вагона, стали бросать в окно  камни и потребовали у комиссара Корчагина вернуть всё отобранное и сдать толпе оружие. Корчагин сказал, что их документы проверены в волостном совете (Совдепе) и попросил позвать оттуда представителей «местной советской власти для разговора». Требования толпы продолжались, по вагону стучали ногами и кулаками так, что он раскачивался. Один из соратников Корчагина предложил кинуть в толпу ручную гранату, иначе «их укокают». Однако Корчагин ответил, что неправильно оставлять сирот, убивать бедноту, чтобы в живых остались подстрекатели и провокаторы. Представителей власти не дождались. Тогда Корчагин, чтобы разрядить обстановку, переждав немного, заявил: «Товарищи, проходите в вагон, я старший, я и отвечаю. Возьмите сумочки с ценностями, возьмите и наган и ведите меня в Совет».
Корчагин вышел на перрон. Десятки рук вцепились в него. Толпа хлынула в вагон. Чекистов вытолкнули на рельсы и стали бить кулаками, кирпичами и палками, отобрали оружие, заставили снять верхнюю одежду и сапоги. Корчагина ударили тележным колесом и сломали ключицу. Избивали и тех, кто пытался чекистов защитить. Бессознательных солдат поволокли к находившемуся у базарной площади волсовету.
У волсовета Корчагин пришёл в себя и бросился в здание волсовета, где его и укрыл сторож. На крыльцо выбежал начальник местной волмилиции (начальник 4-го участка Рязанской уездной народной милиции) Иосиф Павлович Таманский и стал уговаривать всех разойтись, но его сшибли с ног и избили, добил его мальчик Рябикин, вытащив из ножен Таманского шашку и заколов в живот и грудь. Толпа вбежала в волсовет, выволокла Корчагина, добила и бросила тело рядом с Таманским. Трупам выкололи глаза и изрезали лица. Их таскали по улицам, зацепив за крючья, которыми грузчики обычно грузят кипы ваты (её производство развивалось в данном селе и окрестностях). Опознать их удалось только по белью и цвету волос.
Толпа разошлась лишь к вечеру.
Также существуют источники, утверждающие, что сначала на базарной площади был убит Корчагин, после чего послышались выкрики толпы: "Одного большевика убили, пошли за остальными!". Тогда одному чекисту удалось бежать, а двое оставшихся были растерзаны толпой.

## Последствия восстания
Так 1 июля 1918 года в селе Спас-Клепики погибли начальник 4-го участка народной милиции Рязанского уезда по селу Спас-Клепики Иосиф Павлович Таманский, а также чекисты Иван Фролович Канышев/Конышев (18 лет?, более подробная информация отсутствует), Андрей Васильевич Рябинкин/Рябинов (29 лет, родился 4.08.1889 в западной части села Кузьминское Кузьминской волости Рязанского уезда Рязанской губернии, ныне — село Кузьминское Кузьминского сельского поселения Рыбновского района Рязанской области) и агент судебно-следственного отдела милиции Рязани, комиссар Рязгубчека Василий Кузьмич Корчагин. Один чекист избежал самосуда и остался жив.
Основным зачинщиком восстания считается некий М. Рябикин, который после восстания был расстрелян.
После сообщения о случившимся в село из Рязани был послан карательный вооружённый отряд (чекисты и милиция, 90 чел.) во главе с командиром батальона войск Рязгубчека Робертом Иогановичем Вагнером. Отряд восстановил порядок.

## Разногласия в описании событий
Согласно некоторым данным, восстание могло произойти в воскресенье 30 июня (т.к. базарным днём, когда в Спас-Клепики съезжались люди из других деревень и количество народа могло доходить до нескольких тысяч, вряд ли мог быть понедельник) или 29 июня 1918 года. Согласно воспоминаниям начальника отрядов Рязанской губчека Р. И. Вагнера, участвовавшего в ликвидации восстания, "... повстанцами были зверски убиты комиссар Рязанской губчека Корчагин Василий, а также сотрудники ЧК Канышев и Иванов..."

## Освещение в газете «Известия»
Газета «Известия Рязанского губернского совета рабочих и крестьянских депутатов» в начале июля 1918 года писала, что весть о самосуде в Спас-Клепиках была получена в Рязани по телеграфу. Имеются статьи: «Кошмарные убийства», в которой в частности цитируется полный текст телеграммы, присланной из Спас-Клепиков начальником уездной народной милиции Семёновым, где в качестве повода к началу восстания называется преступная агитация среди толпы, «Похороны товарищей, зверски убитых в Спас-Клепиках», а также слова памяти в адрес И. П. Таманского от сотоварищей по Рязанской губернской народной милиции, приказ Военкомата по поведению полков в день похорон, объявление об отмене занятий в Рязгубчека в день похорон.

## Торжественные похороны погибших
4 июля 1918 года был отдан приказ Военкомата о поведении полков во время похорон.
5 июля 1918 года состоялись торжественные похороны красногвардейцев. В Рязгубчека были отменены занятия. Вынос тел из Рязанской губернской земской больницы (Рязань, ул. Семинарская, 46) состоялся в «2 часа (дня) по новому времени». Похоронная процессия несла тела погибших по Семинарской улице к уже существовавшему Братскому кладбищу «близ собора» (колокольни) Рязанского кремля, оркестр играл траурный марш, останки опустили в могилу. Пришедшие на похороны и отправлявшиеся на Восточный фронт для борьбы с колчаковцами красноармейцы (среди них были и клепиковцы) давали над могилой клятву биться до последней капли крови. С речью над могилами выступил Председатель Рязгубчека Зайцев. Церемония прощания закончилась к 15 часам 30 минутам.

## Память

### Памятная доска в здании Рязанского ФСБ
На первом этаже здания Управления ФСБ России по Рязанской области на улице Ленина, д. 46, на стене расположена памятная доска, где рядом с фразой "Вечная память героям" перечислены имена и погибших в Спас-Клепиках чекистов.

### Памятник в Рязани

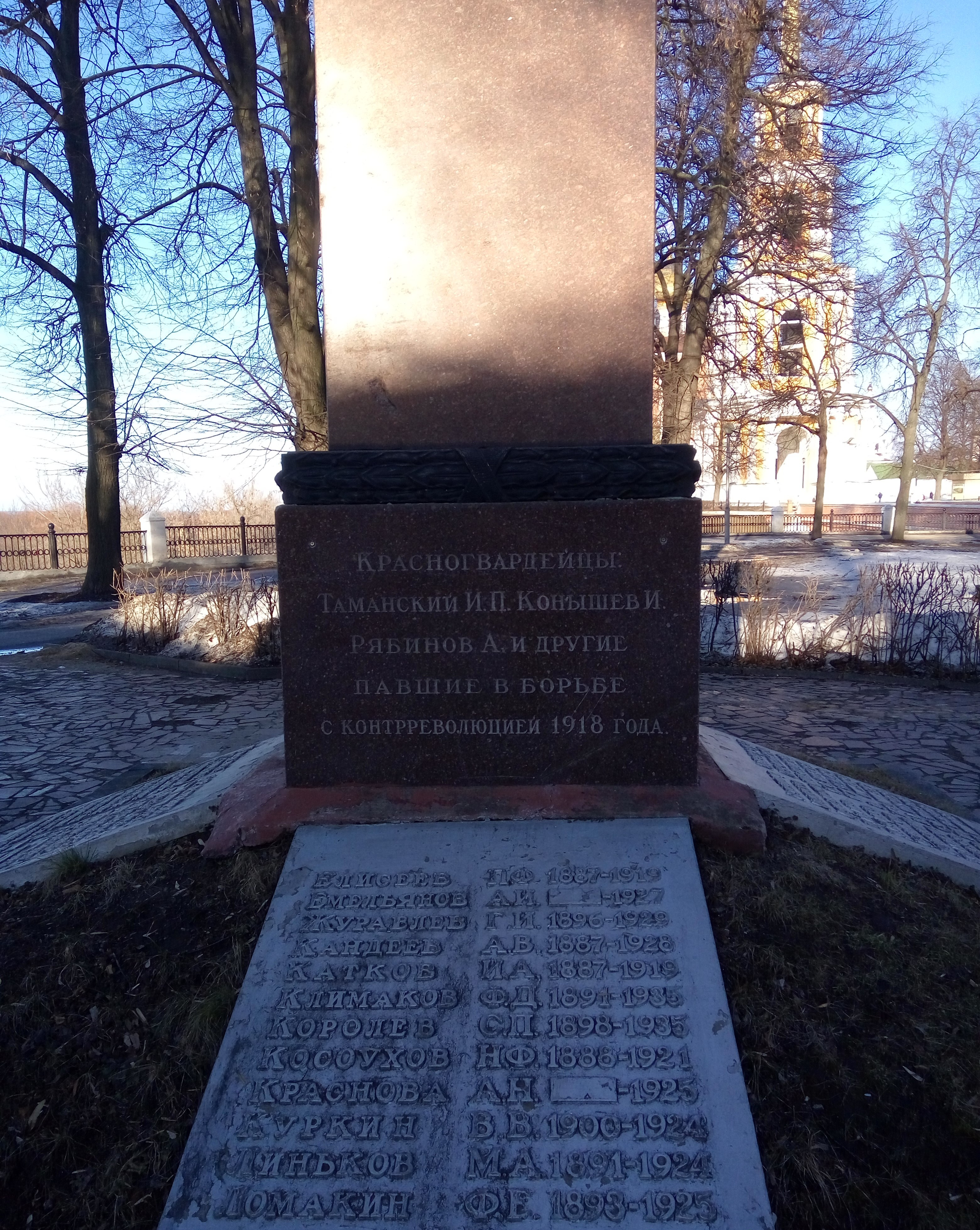
Стела героям гражданской войны 1917-1918 годов (Рязань), первая сторона обелиска с именами красногвардейцев, погибших в ходе восстания в Спас-Клепиках

Вторая сторона обелиска с именем красногвардейца Корчагина, погибшего в ходе восстания в Спас-Клепиках

В наше время Братского кладбища и надгробий не существует, однако на месте вышеуказанных захоронений  стоит стела героям гражданской войны 1917-1918 годов (четырёхгранный обелиск из красного полированного гранита с пирамидальным завершением, увенчанным пятиконечной звездой) с выгравированными по обеим сторонам именами погибших в Спас-Клепиках (а также двух погибших на Дону).

### Улицы
В городе Спас-Клепики в наши дни существует улица Корчагина (до 21 апреля 1970 года именовалась «проезд Корчагина») и улица Таманского (название улицы существует с 15 декабря 1969 года).

## Братское кладбище
Кладбище было образовано в Рязани на месте пустыря, на высоком берегу реки Трубеж по примеру мемориала на Марсовом поле в Петрограде. Первое захоронение датируется 28 января 1918 года, когда на кладбище был погребен погибший в борьбе с генералом Калединым  помощник комиссара, бывший прапорщик 78-го пехотного запасного полка, доброволец-красноармеец Зубков, входивший в состав полуторатысячного добровольческого отряда под командованием комиссара Г. К. Петрова (ставшего впоследствии одним из 26 бакинских комиссаров). Позже здесь же был похоронен Алексей Иванович Ершов, комиссар, сотрудник Рязанского исполкома. 5 июля 1918 года на кладбище были захоронены 3 чекиста Рязанского губчека и начальник Спак-Клепиковской народной милиции, убитые в селе (ныне город) Спас-Клепики Рязанской губернии в ходе восстания толпы. Впоследствии на Братском кладбище появились могилы других чекистов, красноармейцев, партийных, советских и профсоюзных работников, учителей и студентов.
Вопросами содержания братского кладбища и ухода за ним ведал Рязанский горисполком. Территорию озеленили. Сохранилось описание кладбища, сделанное в 1927 году: кладбище занимало ровную площадку, близкую по форме к правильному треугольнику, размером 365 кв. саженей (примерно 730 кв.м.), со стороны Трубежа и жилых домов оно было обнесено невысокой клумбой с цветами, десять лип и куст акации дополняли картину. Документ свидетельствует, что братское кладбище содержалось в большом порядке и охранялось часовыми. Однако постепенно Братское кладбище у Рязанского кремля ветшало (в 1944 году значилось как недействующее), и его при принятии в 1951 году плана жилстроительства и благоустройства Рязани аннулировали, на высоком берегу Трубежа создали сквер, методом народной стройки по задумке инженера-архитектора Н. С. Смирнова выложили набережную, начали реставрацию зданий Кремля, а 7 ноября 1957 года (до этого стоял другой, бетонный обелиск) открыли сооруженный специалистами реставрационной мастерской по проекту тогдашнего главного архитектора Рязани Н. И. (Николая) Сидоркина четырёхгранный обелиск из красного полированного гранита с пирамидальным завершением (пятиконечная звезда появилась в середине 1980-х) и надписью на лицевой стороне «Вечная слава героям гражданской войны 1917—1918», с левого бока высечено «Красногвардейцы: Таманский И. П., Конышев И. (исправлено, ранее была надпись „Канышев И.“), Рябинов А. и другие павшие в борьбе с контрреволюцией 1918 года», с правого бока высечено: «Красногвардейцы Ершов А. И., Корчагин В., Зубков и другие павшие в борьбе с контрреволюцией 1918 года». С середины 1980-х рядом на земле по 4 бокам обелиска также лежат серые бронзовые плиты с именами и годами жизни других 43 погибших и захороненных там же в 1919—1938 гг. (это военнослужащие, работники органов внутренних дел, партийные деятели, чьи имена найдены в архивах и отлиты на бронзовых плитах работниками рязанских заводов). В паре шагов от обелиска осталось 5 могил 1930-х годов с вертикальными плитами. Обелиск отреставрирован в 1984 году.